# Fărâme de spațiu
Shards of Space (Fărâme de spațiu)  este o colecție de povestiri științifico-fantastice de Robert Sheckley din 1962. A fost publicată de Bantam Books.
Conține povestirile:
1. "Prospector's Special" (Galaxy decembrie 1959)
2. "The Girls and Nugent Miller" (F&SF martie 1960)
3. "Meeting of the Minds" (Galaxy, februarie 1960)
4. "Potential" (Astounding noiembrie 1953)
5. "Fool's Mate" (Astounding martie 1953)
6. "Subsistence Level" (Galaxy august 1954, sub pseudonimul Finn O'Donnevan)
7. "The Slow Season" (F&SF octombrie 1954)
8. "Alone at Last" (Infinity Science Fiction februarie 1957)
9. "Forever" (Galaxy februarie  1959, sub pseudonimul Ned Lang)
10. "The Sweeper of Loray" (Galaxy aprilie 1959)
11. "The Special Exhibit" (Esquire octombrie 1953)